# Яків Ігнатович
Яків Ігнатович (1712 — 1763) — Кошовий отаман Війська Запорізького (1752).

## Біографія
Народився в 1712 році в с. Стеблів в Корсунь-Шевченківському районі Черкаської області.
У 1752 році обирається кошовим отаманом. Урядував менше року і був зміщений зі своєї посади у зв'язку з підозрами у шахрайських діях та використання службового становища на власну користь. Багатіти за рахунок суспільства у запоріжців вважалося ганебним пороком і злочином. Крадіжка у товариша вважалася найтяжчим злочином після смертовбивства свого ж. Таких самі запорожці, піймавши, відразу вішали, а награбоване повертали потерпілим. Це правило поширювалося на всіх козаків без винятку, в тому числі і на козацьку старшину і отамана-гетьмана. Причому покарання злодія за козацькою традицією не мало терміну давності. Ось як один із сучасників, згадує зустріч з отаманом Яковом Ігнатовичем: "У 1755 році відставний кошовий отаман Яків Ігнатович мав десь «своє обійстя», але проживав на Микитинській заставі. На питання «чому він не їде на свій двір вже другий рік», відповідав, що боїться їхати туди, щоб там його колишнє козацьке товариство «не задерло на смерть» Тобто справедливе покарання користолюбців, які нажились за рахунок Січі, було звичайною справою в запорожців того часу.
Нічим особливим короткий період його управління козацькою державою, окрім корупційного скандалу, не відрізнявся.